# Ford Fiesta R5
La Ford Fiesta R5 est une voiture construite par M-Sport et basée sur la Ford Fiesta ST de route pour le rallye automobile. C'était la première voiture homologuée selon la réglementation R5 introduite en 2013. La Fiesta R5 a fait ses débuts en compétition en 2013 et a depuis participé au Championnat du monde des rallyes - 2, au Championnat d'Europe des rallyes et à diverses compétitions nationales. Un modèle mis à jour connu sous le nom de Ford Fiesta R5 Mk.II a été dévoilé en 2019. À partir de 2019, M-Sport Ford WRT proposera des Fiesta R5 et Fiesta R5 Mk.II prises en charge par l'usine dans le Championnat du monde des rallyes - 2.
Kajetan Kajetanowicz a remporté le titre de pilote du Championnat d'Europe des rallyes en 2015, 2016 et 2017 au volant d'une Fiesta R5, tandis qu'Alexey Lukyanuk a remporté le titre en 2018.

## Résultats

### Victoires en Championnat du monde des rallyes-2 Pro
| N° | Événement          | Année | Pilote           | Copilote          |
| -- | ------------------ | ----- | ---------------- | ----------------- |
| 1  | Rallye Monte-Carlo | 2019  | Gus Greensmith   | Elliott Edmondson |
| 2  | Rallye du Mexique  | 2019  | Łukasz Pieniążek | Kamil Heller      |
| 3  | Tour de Corse      | 2019  | Łukasz Pieniążek | Kamil Heller      |
| 4  | Rallye de Turquie  | 2019  | Gus Greensmith   | Elliott Edmondson |

### Victoires en Championnat du monde des rallyes-2
| N° | Événement                 | Année | Pilote           | Copilote         |
| -- | ------------------------- | ----- | ---------------- | ---------------- |
| 1  | Rallye de Finlande        | 2013  | Jari Ketomaa     | Marko Sallinen   |
| 2  | Rallye de Grande-Bretagne | 2013  | Elfyn Evans      | Daniel Barritt   |
| 3  | Rallye Monte-Carlo        | 2014  | Yuriy Protasov   | Pavlo Cherepin   |
| 4  | Rallye du Mexique         | 2014  | Yuriy Protasov   | Pavlo Cherepin   |
| 5  | Rallye de Pologne         | 2014  | Ott Tänak        | Raigo Mõlder     |
| 6  | Rallye d'Allemagne        | 2014  | Pontus Tidemand  | Emil Axelsson    |
| 7  | Rallye de Grande-Bretagne | 2014  | Jari Ketomaa     | Kaj Lindström    |
| 8  | Rallye de Suède           | 2015  | Jari Ketomaa     | Kaj Lindström    |
| 9  | Rallye Monte-Carlo        | 2016  | Elfyn Evans      | Craig Parry      |
| 10 | Rallye de Suède           | 2016  | Elfyn Evans      | Craig Parry      |
| 11 | Tour de Corse             | 2016  | Elfyn Evans      | Craig Parry      |
| 12 | Rallye d'Allemagne        | 2017  | Eric Camilli     | Benjamin Veillas |
| 13 | Rallye de Catalogne       | 2017  | Teemu Suninen    | Mikko Markkula   |
| 14 | Rallye d'Australie        | 2017  | Kalle Rovanperä  | Jonne Halttunen  |
| 15 | Rallye de Suède           | 2018  | Takamoto Katsuta | Marko Salminen   |
| 16 | Rallye d'Australie        | 2018  | Alberto Heller   | José Diaz        |
| 17 | Rallye d'Argentine        | 2019  | Pedro Heller     | Marc Martí       |
| 18 | Rallye du Chili           | 2019  | Takamoto Katsuta | Daniel Barritt   |

### Victoires en Championnat d'Europe des rallyes
| N° | Événement                | Année | Pilote               | Copilote        |
| -- | ------------------------ | ----- | -------------------- | --------------- |
| 1  | Rallye de Pologne        | 2013  | Kajetan Kajetanowicz | Jarosław Baran  |
| 2  | Rallye d'Estonie         | 2014  | Ott Tänak            | Raigo Mõlder    |
| 3  | Rallye Jänner            | 2015  | Kajetan Kajetanowicz | Jaroslaw Baran  |
| 4  | Rallye de Chypre         | 2015  | Kajetan Kajetanowicz | Jaroslaw Baran  |
| 5  | Rallye de l'Acropole     | 2015  | Kajetan Kajetanowicz | Jaroslaw Baran  |
| 6  | Rallye du Valais         | 2015  | Alexey Lukyanuk      | Alexey Arnautov |
| 7  | Rallye des îles Canaries | 2016  | Alexey Lukyanuk      | Alexey Arnautov |
| 8  | Rallye des Açores        | 2016  | Ricardo Moura        | António Costa   |
| 9  | Rallye de Rzeszów        | 2016  | Kajetan Kajetanowicz | Jaroslaw Baran  |
| 10 | Rallye de Chypre         | 2016  | Alexey Lukyanuk      | Alexey Arnautov |
| 11 | Rallye des îles Canaries | 2017  | Alexey Lukyanuk      | Alexey Arnautov |
| 12 | Rallye de l'Acropole     | 2017  | Kajetan Kajetanowicz | Jarosław Baran  |
| 13 | Rallye de Chypre         | 2017  | Nasser Al-Attiyah    | Mathieu Baumel  |
| 14 | Rallye de Rzeszów        | 2017  | Bryan Bouffier       | Xavier Panseri  |
| 15 | Rallye de Rome Capitale  | 2017  | Bryan Bouffier       | Xavier Panseri  |
| 16 | Rallye des îles Canaries | 2018  | Alexey Lukyanuk      | Alexey Arnautov |
| 17 | Rallye des Açores        | 2018  | Alexey Lukyanuk      | Alexey Arnautov |
| 18 | Rallye de Rome Capitale  | 2018  | Alexey Lukyanuk      | Alexey Arnautov |